# Коронарная недостаточность
Корона́рная недоста́точность — понятие, означающее снижение или полное прекращение коронарного кровотока с неадекватным снабжением миокарда кислородом и питательными веществами. Коронарная недостаточность может быть обусловлена спазмом, атеросклеротическим или тромботическим стенозом, расслоением коронарной артерии, фиброзом при пролиферативном воспалении, компрессией сосуда спайкой, опухолью, инородным телом. В редких случаях коронарная недостаточность связана с наличием врождённого шунта между коронарными и лёгочными артериями со сбросом крови в малый круг кровообращения.
Коронарная недостаточность является патогенетической основой ишемической болезни сердца, однако наблюдается и при других заболеваниях с поражением коронарных артерий (коронариты при васкулите и миокардите, стеноз устьев коронарных артерий при аортите и аортальных пороках сердца и др.).
Острая коронарная недостаточность обусловлена внезапным нарушением коронарного кровотока, может служить развитию инфаркта миокарда.
Хроническая коронарная недостаточность связана с медленно нарастающим стенозом коронарной артерии и проявляется приступами стенокардии.